# Сафина, Фарида Мирхафизановна
Фарида Мирхафизановна Сафина (тат. Фәридә Мирхафизан кызы Сафина; род. 20 марта 1957, Сарманово, Сармановский район, Татарская АССР, РСФСР, СССР) — советская и российская татарская актриса. Народный артист Республики Татарстан (2015), заслуженный артист Республики Татарстан (2001).

## Биография
Фарида Мирхафизановна Сафина родилась 20 марта 1957 года в Сарманово. Названа в честь Фариды Кудашевой. Отец — Мирхафизан Хафизович (1918—1966), участник Великой Отечественной войны, кавалер орденов Красной Звезды, Отечественной войны I и II степеней, учитель истории, скончался от последствий фронтового ранения; мать — Зайтуна Нуртдиновна (1921—2018), труженик тыла. Имеет братьев Наиля и Камиля, сестру Равию. По отцу ведёт род от Бикчуры-хана, а по матери имеет родство с Д. и Х. Зубаировыми. В детстве помогала родителям по хозяйству, также активно занималась спортом, танцами, плаванием, участвовала в соревнованиях, дома ставила кукольные представления для родных.
После окончания сармановской средней школы уехала в Ленинград, где успешно сдала экзамены в Ленинградский государственный институт театра, музыки и кинематографии на художника театра кукол, но остаться на учёбу, по собственным словам, у неё «не хватило смелости». Вернувшись в Казань, поступила на факультет социально-культурной деятельности Казанского государственного института культуры, который окончила в 1978 году, после чего по распределению отправлена на работу в клуб села Афанасово Нижнекамского района, а затем работала художественным руководителем Дома техники нефтяников при нефтегазодобывающем управлении «Джалильнефть» в посёлке Джалиль.
Уже имея высшее образование, с мечтой стать актрисой в 1981 году поступила на актерское отделение Казанского театрального училища, которое окончила в 1985 году и затем принята в труппу Татарского государственного академического театра имени Г. Камала. В числе своих педагогов, научивших актёрскому мастерству, отмечает Р. Игламова, Ш. Сарымсакова, Г. Хусаинова, А. Хайруллину, Ш. Бариева, Р. Батуллу, М. Салимжанова. В 2001 году стала заслуженным артистом Республики Татарстан, а в 2015 году удостоена звания народного артиста Республики Татарстан.
В дальнейшем окончила Казанский федеральный университет по специальности «музыкальный руководитель» и вокальный факультет Казанского государственного университета культуры и искусств, где преподаёт актёрское мастерство, а также возглавляет детскую студию «Балачак» и ведёт театральный кружок в татаро-английской школе № 122. Увлекается пением татарских народных песен, занимается фотографией, пишет стихи. Также занимается популяризацией наследия своего отца, подготовила и выпустила в свет книгу его воспоминаний исторических заметок под названием «На берегах древней Мензели». Отмечает важность сохранения татарского языка, национального театра, народной культуры и духовных ценностей в постоянно меняющемся мире.

## Очерк творчества
Творческий псевдоним — Фарида Мирхафизан (тат. Фәридә Мирхафизан). Амплуа — острохарактерная актриса. Является востребованной и популярной актрисой, благодаря своей настойчивости и энергичности воплотившей на сцене множество запоминающихся ролей как второго, так и первого плана из серьёзного репертуара камаловского театра. В числе наиболее значительных образов критикой отмечены — Гулемхан («Плаха» Ч. Айтматова), Зубаржат («Хужа Насретдин»), Лошадка («Шурале» Н. Исанбета), Сакина («Наследие»), Мамдуна («Индианка» Г. Каюмова), Майсара («Голубая шаль» К. Тинчурина), Гафифа («Первое представление» Г. Камала), Фаузия («Казанские парни», «Вновь казанские парни» М. Гилязова), Анук («Зятья Гэргэри»), Фаягуль («Шесть невест, один жених» Т. Миннуллина), Самида («Прости меня, мама!» Р. Батуллы), Савия («Поговорим о любви» И. Зайниева), Робот («Дети рая» М. Маликовой), Махи («Возлюбленная» М. Файзи), Джамиля («Похититель любви» Ф. Булякова), Халида («Летающая тарелка» З. Хакима), Виктория («Провинциальные анекдоты» А. В. Вампилова), Мария-Каролина («Суббота, воскресенье, понедельник» Эд. де Филиппо).
Перевоплощение бывает внутреннее и внешнее. Я думаю, что мастерство перевоплощения во многом зависит от правильно выстроенного внутреннего мира героя. Воплощая на сцене тот или иной персонаж, мы меняем и свои привычки, начинаем жить логикой героя, развиваем гибкость мышления. Меняясь на сцене, мы иногда незаметно меняемся и в жизни, применяя новые навыки в лучшую сторону. Действуя по законам сцены, актёр учитывает эпоху, время, место действия, строит отношения по линии роли между героями. Важны костюм, грим, мимика, причёска, декорации. Наш сценический возраст зритель видит через наши глаза. Думаешь как твой персонаж, вырабатываешь походку, жесты, накладываешь на себя его характер, Внешняя оболочка другого персонажа становится твоей. Актёрская профессия заставляет переключить себя от одной психофизики к другой, поэтому нужно время, чтобы не повторяться.Фарида Сафина.
Уже в своей дебютной роли в первый год работы в театре Сафина создала в спектакле «Провинциальные анекдоты» образ Виктории, похвально отмеченный критикой. Актриса воплотила на сцене саму себя — высокую стройную девушку с красивым лицом, правильными чертами лица, выразительными глазами. Внутренний мир Виктории очень юн, она родом из провинции, девушку переполняет жажда справедливости, восторг перед жизнью и её радостями. Благодаря своей индивидуальности, Сафина представила зрителю психологически жизнеподобный образ, проявив в нём, вероятно, помимо внешности и свои автобиографические черты, силу воли, нежелание спасовать перед трудностями и испытания характера. Последующая работа с режиссёром М. Салимжановым, ставшим для Сафиной непререкаемым авторитетом, привела к появлению в её арсенале ряда этапных ролей, к превращению в актрису с большой буквы. Таким стал образ Майсары в легендарном спектакле «Голубая шаль», который раскрыл незаурядные вокальные и драматические данные Сафиной, вставшей в один ряд с легендарными актрисами татарского театра, игравшими эту роль в прошлом. Сменив профессиональную певицу В. Ганееву, не задействованную в спектакле из-за занятости, она трудолюбиво подошла к роли, брала уроки пения у профессора консерватории З. Хисматуллиной, развив собственную природную музыкальность. Сафина в этой роли снискала особый успех, чему способствовали внешние и вокальные данные актрисы — высокий рост, большие лучистые глаза, драматические модуляции голоса, воплотив, таким образом, на сцене классический образ Майсары, мягкой и добросердечной девушки.
Лукавой женственностью и бодрой жизнестойкостью отличается роль Зубаржат в постановке «Хужа Насретдин», которая в творчестве Сафиной положила начало целому ряду комедийных ролей и именно в этой области актриса достигла наиболее впечатляющих достижений. Особенно удачны её многоплановые роли в совершено разных по содержанию пьесах, где Сафина отклоняется от общепринятого образа, даёт парадоксальную трактовку, активно перевоплощается, использует неожиданные пластические средства и модуляции голоса для выражения типических черт. Показателен образ Махи в спектакле «Асылъяр», где она, нескладная высокорослая девушка с гармонью в руках, появляется вместо привычного первого парня на деревне. Вместе с тем, от других ролей отличается образ Фаягуль («Шесть невест, один жених»), близкий и понятный понятна актрисе своей женской судьбой. Она широко шагает по жизни, но за внешней активностью, порой громогласностью, улыбчивостью и доброжелательностью скрывается одиночество, чувство грусти по потерянной любви, живущими вместе, но не имеющими больше ничего общего. Сафина создала неоднозначный характер, душевно богатый и по-человечески привлекательный, соединив лиризм ранних ролей с броскостью и последующих, эти две главные характеристики своего творчества. Играя даже небольшие роли и произнося всего лишь несколько фраз в спектакле, Сафина предельно ответственно относится к каждой минуте сценического действия, полнее и ярче раскрывая зрителю суть своей героини. Художественный рисунок роли в исполнении актрисы отличается неповторимостью, в связи с чем Сафиной часто не назначают дублёров и не вводят её во второй исполнительский состав, хотя там она, по собственным словам, чувствует более уверенно, так как видит себя со стороны и замечает переигрывание.
Если требуется по роли, Сафина не боится показаться смешной, некрасивой, внешне отталкивающей и даже безобразной, трансформируя свою природную внешнюю привлекательность в нечто противоположное, как например, в образах деревенской дурочки Фаузии («Казанские парни») и гротесковой колхозницы Халиды («Морковное поле»). У сафинской Халиды всего несколько фраз, кульминацией сценического появления является агрессивно-резкое и разухабистое исполнение двух куплетов шлягера «Тары жире…», когда она одержимо, от самого плеча взмахивает длинные руки к физиономиям инопланетян, высадившихся на колхозном поле. Перейдя на бас и позабыв о своём колоратурном сопрано, дойдя до гротеска значительного масштаба, актриса практически заставляет зрителя в знак протеста против такой антиэстетичности вспомнить о красоте народной песни, лиризме и мелодичности, а также раскрывает сверхзадачу спектакля — о том, как демагогия диктаторской власти и насаждение ею бездуховности ведёт к вырождению народа и утере своих национальных черт. Парадоксальностью отличается и Фаузия, представляющая собой одновременно как миловидную и обаятельную девушку, так и мужиковатую драчунью с отяжелевшей походкой и низким голосом. Каждая ключевая реплика и выходка Сафиной в этой роли отзывалась смехом в зрительном зале, а сам образ стал ещё одним точным штрихом в изображении народного характера, продолжением предыдущих актёрских находок.
Особенно критикой выделен образ трактористки Мамдуны («Индианка»). Основная героиня спектакля находится под впечатлением фильмов про Индию из сельской кинопередвижки и её отец, председатель колхоза, переиначивает окружающую действительность под индийскую вплоть до замены имён. Мамдуна поначалу сопротивляется такому унизительному распоряжению, но затем вынужденно включается в эту игру и превращается в Мадху. Привыкшая широкими шагами отмеривать колхозные поля, она теперь отличается изяществом походки, грубовато-хриплый голос приобрёл нежнейшие тона, Мамдуна-Мадха поёт и танцует как настоящая индианка, влюбляя в себя заведующего клубом (Н. Юкачёв). Как и в других ролях Сафиной, здесь, за внешним перевоплощением угадывается глубокомысленный смысл — хоть немного выйдя из прозаической действительности, освободившись от давления обстоятельств и жизненных условий, Мамдуна раскрывается по-женски куда больше, проявляет подлинное женское начало, для чего стоит лишь хоть немного одарить человека вниманием и любовью. Роли Сафиной отличаются оригинальностью и неповторимостью, но всё актёрское творчество объединено одной общей чертой — всё её героини полны оптимизма, веры в любовь и счастье. Указывая, что актёр должен уметь всё, играла также и отрицательные роли, но отмечала их отрицательное действие на себя.
На первый взгляд похожим на Мамдуну представляется образ Анук в спектакле «Зятья Гэргэри», немногословный, всего в трёх сценах с одним партнёром, однако и тут актриса не повторилась, сыграв самодостаточную, непроходную героиню. Изящно-кокетливая девушка Анук страдает ослеплена любовью к непутёвому Евграфу (Р. Тухватуллин, И. Шайдуллин), ищущему лёгкой жизни и претендующего на первую красавицу села — Урину, дочь Гэргэри. Не показывая своей уязвленности, Анук хочет остаться с Евграфом наедине, наталкиваясь на его желание постоянно быть в центре внимания. Сафина изобретательно решает задачу выяснить отношения и пристыдить своего сценического возлюбленного за неверность — укорами и насмешками, подчёркнутым пренебрежением, демонстрацией независимости и мгновенными порывами простить возлюбленного, не потеряв при этом лица. Следуя сумасшедшему темпу, актриса в парадоксально-эксцентрической форме демонстрирует сопротивление обстоятельствам и вызов судьбе — характеристики, присущие многим героиням Сафиной. Как отмечалось в прессе, совершенно неслучайным выглядит тот факт, что за роль Анук в 1996 году Сафина получила приз в номинации «Самая обаятельная актриса» на международном фестивале тюркоязычных театров «Туганлык» в Уфе.
Образы Сафиной отличаются правдивостью и достоверностью, в чём она продолжает и развивает актёрскую школу психологического реализма, являющуюся основной линией татарского театра. Отправной точкой для перехода на серьёзные драматические роли стал образ Гульчиры («Приехала мама»). Амплуа раскрыто посредством кульминационного монолога, в котором героиня вспоминает тяжёлые послевоенные годы, голодное детство, окружающие её чёрствость и бездушие. Сафина глубоко проникла в психологические нюансы образа, наложив свои личные переживания на слова Гульчиры, фактически сроднившись со своим персонажем, что было похвально оценено самим автором пьесы. Роль Гафиры в спектакле «Первое представление» уверила критику в том, что Сафина является актрисой многогранного дарования. Несмотря на укрепившийся в общественном мнении этот образ купеческой дочери как жертвы мещанского мракобесного домостроя, глупой и жеманной женщины-мямли, некрасивой и безвкусной одетой, Сафина смягчила внешнюю характерность, если и не оправдав Гафиру, то показав её объективно. Несмотря на краткие появления своей героини на сцене с однообразными репликами, актриса смогла продемонстрировать психологичный образ — мягкость интонаций и лёгкость движений, красивая фигура, чистота линии лица, безусловный вкус и внимание к цвету и покрою платья, в котором надобно идти на спектакль — это всё заставляет зрителя задуматься о природе Гафиры, одновременно жалкой и трогательной в качестве продукта своей среды, проявить к ней терпимость, участие и любовь.
В дальнейшем Сафина начала переходить к возрастным ролям, в частности, сыграв в «Голубой шали» роль Хадичи, старшей жены ишана. Переходным периодом от ролей девушек к более возрастным героиням ознаменовался образ Марии-Каролины («Суббота, воскресенье, понедельник»), жены старшего сына главной героини, который стал подчёркнуто комедийным в характеристике обычного, среднего человека. Эта неаполитанская семья только начинает вылезать из беспросветной нищеты, живут тесно и скученно, и единственная забота беременной невестки — чтобы её ненароком не задели и не сбили с ног темпераментные родственники, постоянно ссорящиеся по пустяковым поводам. Несмотря на небольшое количество слов, Сафина отличилась пластикой роли, в частности, когда оттопыривала большой накладной живот, взбираясь по лестнице, что неизменно сопровождалось зрительским смехом. Будучи зависимой от мужа Роберто (Р. Бариев), Мария-Каролина будто светится счастьем и живёт будущим материнством, в стороне от всех дрязг и перепалок. Её глаза излучают свет, в голосе заметны умиротворяющие интонации, и Сафина посредством своей героини как говорит — «Будем жить!», настраивая зрителя на волну тепла и любви в трудные времена.
Жизнь так устроена, что мы всегда оглядываемся в прошлое. В театре это твои роли, спектакли, великие партнёры, превосходная драматургия. Что-то ушло безвозвратно, что-то осталось… Иногда, сыграв в 500-м спектакле, хочется отдать эту роль кому-то другому. Иногда, наоборот, скучаешь по рано списанным из репертуара спектаклям, где играла главную роль или эпизод. Артиста обычно помнят по двум-трём ролям. В моей творческой биографии это были любимая мной роль Майсары в «Голубой шали» Тинчурина, Фаузия в «Казанских парнях» Гилязова, Халида Вафина в «Летающей тарелке» Хакима. Иногда во сне ищу свой фартук, заплетаю косу, завязываю платок, а музыка уже звучит… Некоторые потерянные роли и заменить нечем. Но встречается всюду благодарный зритель, говорит о своих впечатлениях, радуется позитиву и ты снова улыбаешься в ответ, благодаришь и ещё глубже окунаешься в новую работу. Такова жизнь…Фарида Сафина.

## Награды
- Почётное звание «Народный артист Республики Татарстан» (2015 год) — за многолетнюю творческую деятельность и большой вклад в развитие театрального искусства[43][44].
- Почётное звание «Заслуженный артист Республики Татарстан» (2001 год)[45][2].
- Нагрудный знак министерства культуры Республики Татарстан «За достижения в культуре» (2007 год)[46].

## Личная жизнь
Жертвуя личной жизнью ради карьеры, не смогла устроить полноценную семью, тогда как своей главной удачей считает роль матери. Дочь — Айсылу Мирхафизхан (род. 1992), артистка балета, работала в Татарском академическом государственном театре оперы и балета имени М. Джалиля, выросла без отца, творческий псевдоним взяла в честь деда.